# بلا آلاری
بلا آلاری (انگلیسی: Bella Alarie؛ زادهٔ ۲۳ آوریل ۱۹۹۸) بازیکن بسکتبال اهل ایالات متحده آمریکا است.
وی در مسابقات کشوری و بین‌المللی در مجموع برندهٔ ۱ مدال نقره شده‌است.